# Lista de países por código da FIHG
Esta é a lista dos códigos de três letras usados pela FIHG para designar as nações representadas pelas seleções nacionais que participam em eventos desportivos. Por razões históricas, alguns dos códigos são diferentes dos códigos padronizados na norma ISO 3166-1.

## Países membros
| País                 | Código |
| -------------------- | ------ |
| África do Sul        | RSA    |
| Alemanha             | GER    |
| Armênia              | ARM    |
| Austrália            | AUS    |
| Áustria              | AUT    |
| Azerbaijão           | AZE    |
| Bielorrússia         | BLR    |
| Bélgica              | BEL    |
| Bósnia e Herzegovina | BIH    |
| Bulgária             | BUL    |
| Canadá               | CAN    |
| Cazaquistão          | KAZ    |
| China                | CHN    |
| Coreia do Norte      | PRK    |
| Coreia do Sul        | KOR    |
| Croácia              | CRO    |
| Dinamarca            | DEN    |
| Eslováquia           | SVK    |
| Eslovênia            | SLO    |
| Espanha              | ESP    |
| Estados Unidos       | USA    |
| Estônia              | EST    |
| Finlândia            | FIN    |
| França               | FRA    |
| Reino Unido          | GBR    |
| Hong Kong            | HKG    |

| País             | Código |
| ---------------- | ------ |
| Países Baixos    | NED    |
| Hungria          | HUN    |
| Islândia         | ISL    |
| Índia            | IND    |
| Irlanda          | IRL    |
| Israel           | ISR    |
| Japão            | JPN    |
| Letônia          | LAT    |
| Lituânia         | LTU    |
| Luxemburgo       | LUX    |
| México           | MEX    |
| Mongólia         | MGL    |
| Nova Zelândia    | NZL    |
| Noruega          | NOR    |
| Polônia          | POL    |
| República Tcheca | CZE    |
| Romênia          | ROU    |
| Rússia           | RUS    |
| Sérvia           | SRB    |
| Suécia           | SWE    |
| Suíça            | SUI    |
| Tailândia        | THA    |
| Taipé Chinês     | TPE    |
| Turquia          | TUR    |
| Ucrânia          | UKR    |

## Membros associados
| País                   | Código |
| ---------------------- | ------ |
| Andorra                | AND    |
| Singapura              | SGP    |
| Emirados Árabes Unidos | ARE    |
| Grécia                 | GRE    |
| Itália                 | ITA    |
| Liechtenstein          | LIE    |
| Macau                  | MAC    |
| Predefinição:MKDih     | MKD    |
| Malásia                | MYS    |
| Portugal               | POR    |

## Membros afiliados
| País      | Código |
| --------- | ------ |
| Argentina | ARG    |
| Brasil    | BRA    |
| Namíbia   | NAM    |

## Seleções históricas
| País                | Código |
| ------------------- | ------ |
| União Soviética     | URS    |
| Tchecoslováquia     | TCH    |
| Boêmia              | BOH    |
| Alemanha Oriental   | GDR    |
| Alemanha Ocidental  | FRG    |
| Iugoslávia          | YUG    |
| Sérvia e Montenegro | SCG    |